# Cerro de las Tórtolas
Cerro de las Tórtolas är ett berg i Argentina, på gränsen till Chile. Det ligger i den nordvästra delen av landet, 1 200 km väster om huvudstaden Buenos Aires. Toppen på Cerro de las Tórtolas är 6 160 meter över havet.
Terrängen runt Cerro de las Tórtolas är bergig åt sydväst, men åt nordost är den kuperad. Cerro de las Tórtolas är den högsta punkten i trakten. Trakten runt Cerro de las Tórtolas är nära nog obefolkad, med mindre än två invånare per kvadratkilometer.. Det finns inga samhällen i närheten.
Trakten runt Cerro de las Tórtolas är ofruktbar med lite eller ingen växtlighet.